# Кайбуллаев, Шевкет Энверович
Шевкет Энверович Кайбуллаев (род. 27 сентября 1954, Ташкент) — депутат Верховной Рады Автономной Республики Крым пятого созыва, руководитель управления по информационной политике и связям с общественными организациями и член президиума Меджлиса крымскотатарского народа.

## Биография
Родился 27 сентября 1954 года в г. Ташкенте Узбекской ССР.
Беспартийный.
В 1973—1975 гг. служил в Вооружённых Силах СССР, затем учился в учебном комбинате сложной бытовой техники (Ташкент). С 1976 работал слесарем: на Ташкентском ремонтно-бытовом комбинате, в Центральном конструкторском проектно-техническом бюро (1977—1978, Ташкент), в Ташкентском университете (1979—1984), в Институте химии и растительных веществ (1985—1988, Ташкент). В 1985 г. окончил Ташкентский государственный университет по специальности «история».
С 1990 г. живёт в Симферополе. Работал электрослесарем фирмы «Ант» (по 1995 г.). В 1989—1996 гг. — ответственный секретарь, заведующий международным отделом Центрального Совета Организации крымскотатарского национального движения. В 1991—1996 гг. — председатель Симферопольского регионального Меджлиса. С 1992 года — председатель Общества исследователей истории и культуры крымских татар, главный редактор историко-этнографического журнала «Къасевет». С 1999 г. — руководитель управления по связям с общественностью, организациями и средствами массовой информации (с 2006 г. — управление по информационной политике и связям с общественными организациями) Меджлиса крымскотатарского народа; одновременно с 2005 г. — главный редактор газеты «Авдет».
С 2006 по 2010 год — депутат Верховной Рады Автономной Республики Крым пятого созыва (избран от Крымской краевой организации Народного руха Украины, является беспартийным), секретарь депутатской фракции Верховной Рады Автономной Республики Крым «Курултай-Рух».

## Семья
Жена; 3 сыновей

## Награды
- Офицер ордена Заслуг перед Республикой Польша (2021)[5].